# Atelopus planispina
Espèce
Statut de conservation UICN

 CR A2ace : 
En danger critique
Atelopus planispina est une espèce d'amphibiens de la famille des Bufonidae.

## Répartition
Cette espèce est endémique d'Équateur. Elle se rencontre  du volcan Reventador à la Cordillère de Cutucú entre 500 et 3 900 m d'altitude sur le versant Est de la cordillère de Orientale.

## Publication originale
- Jiménez de la Espada, 1875 : Vertebrados del viaje al Pacifico : verificado de 1862 a 1865 por una comisión de naturalistas enviada por el Gobierno Español : batracios, p. 1-208 (texte intégral).